# Gli indomabili
Gli indomabili è un romanzo di Filippo Tommaso Marinetti, composto nel 1921-1922 e pubblicato in quest'ultimo anno dalle edizioni Porta di Piacenza.
Con quest'opera, Marinetti rinuncia parzialmente alle Parole in libertà teorizzate nel Manifesto tecnico della letteratura futurista (1912) e sperimentate in Zang Tumb Tumb (1912) e 8 anime in una bomba, tornando allo stile allegorico e alle suggestioni africane del suo primo romanzo, Mafarka il Futurista (1909).

## Trama
In un'isola tropicale, forse "nell'interno mare di lava di un vulcano", due "negri", dal volto costretto in una museruola di ferro, Volkur e Mazzapà, fanno la guardia agli Indomabili: uomini sapienti e abietti, già "importanti e ricchi", che ora giacciono nudi e incatenati in un fossato. Unico sollievo concesso agli Indomabili, nella calura del mezzogiorno, è ricordare i crimini commessi nel passato, torturandosi le piaghe a vicenda con le punte aguzze dei loro collari. Tanta furia è però destinata a placarsi come ogni giorno verso il tramonto, col sopraggiungere dei misteriosi e leggerissimi Cartacei, padroni dell'Isola.
Sono loro a condurre ogni sera gli Indomabili e i loro carcerieri attraverso una grande Oasi verde, a un meraviglioso Lago, di cui però non potranno ricordare nulla la mattina dopo. Immergendosi nelle acque del Lago, gli Indomabili riscoprono la dolcezza e la bontà e si riappacificano coi loro carcerieri, unendosi a loro in un girotondo acquatico. Al termine di questo rito di purificazione, la voce del "Grande Cartaceo" li invita a entrare nella Città "di Carta e di Luce".
È proprio nella città che si chiarisce la natura dei Cartacei, esseri nati dalle pagine di grandi libri, che bruciando costruiscono la loro casa "di vapore e luce".
Ma i Cartacei non sono i soli abitanti della Città: vi sono anche "uomini semiluminosi", simili agli Indomabili, e "Fluviali", uomini "flosci e serpentini" che lavorano senza posa agli enormi macchinari della Città.
Gli Indomabili hanno la ventura di arrivare proprio nel momento di una sollevazione: in una piazza un Cartaceo perora la causa dei Fluviali, che chiedono di poter accedere anch'essi alle gioie del Lago. Mirmofim, il più carismatico degli Indomabili (già sadico chirurgo di guerra), si 'improvvisa' capo della sommossa, e guida Fluviali e Cartacei alle chiuse di cartone che impediscono alle acque dell'Oasi di arrivare in città.
La rivoluzione ha successo, ma Indomabili e carcerieri per sfuggire alle acque devono percorrere a ritroso il percorso nell'Oasi, fino a tornare alla "fornace solare" da cui erano partiti. Nel frattempo l'avventura notturna è già stata dimenticata: Mirmofim e Mazzapà si azzuffano, e il primo uccide il secondo a morsi. La storia sembra finire dove era cominciata; ma non tutto è andato perduto: Mirmofim scopre di aver conservato il ricordo dell'Oasi e del Lago, e di poterlo comunicare ai compagni. "...Così, più forte delle crudità cacofoniche del Sole e del Sangue, finalmente la sovrumana frescalata Distrazione dell'Arte operava la metamorfosi degli Indomabili".

## Interpretazione
I critici sono unanimi nel considerare Gli indomabili un'allegoria politica: nel testo vengono rielaborati spunti contenuti nei manifesti politici di Marinetti (raccolti in Democrazia futurista (1919), Al di là del Comunismo (1920), Futurismo e Fascismo (1924). Dopo aver partecipato alla fondazione dei Fasci di combattimento 1919, Marinetti se ne era distaccato l'anno successivo, disapprovando la svolta reazionaria e filoborghese del fascismo (un successivo riavvicinamento a Mussolini sarebbe avvenuto nel 1924, molto dopo la marcia su Roma seppur per, come dichiarato successivamente dallo stesso Marinetti, esclusivamente per la vicinanza con le sue istanze anticlericali e antimonarchiche).
Nel romanzo la rivolta dei lavoratori (i "Fluviali") sembra considerata ineluttabile, anche se per Marinetti dev'essere un'élite di artisti e intellettuali (gli "Indomabili") a guidarla: non già (come previsto da Marx) alla conquista dei mezzi di produzione, bensì verso "il Lago della Poesia", che per Marinetti rappresenta la forza consolatrice dell'Arte, in grado di riscattare la meccanica monotonia del lavoro. Come l'autore aveva anticipato nell'ultima pagina di Al di là del Comunismo (1920): "Non avremo il paradiso terrestre, ma l'inferno economico sarà rallegrato e pacificato dalle innumerevoli feste dell'arte".

## Fortuna
La riscoperta del romanzo si deve a Luciano De Maria, che nel 1968 lo pubblica nella prima importante antologia marinettiana, Teoria e Invenzione Futurista (Mondadori). La scelta di De Maria, oltre a gettare luce sull'opera del Marinetti politico e ideologo, intendeva anche dimostrare il valore letterario delle sue opere: prima tra tutte proprio Gli Indomabili, definito "vetta suprema del Marinetti prosatore «tradizionale»". Nel 2003 il romanzo è stato ripubblicato negli Oscar Mondadori.

## Edizioni
- Filippo Tommaso Marinetti, Gli indomabili, collana Oscar Mondadori, Mondadori, 2003,  p. 340, ISBN 88-04-51431-0.